# Peter J. van Helsdingen
Peter Johan van Helsdingen (* 28. Oktober 1934 in Surabaya, Niederländisch-Indien) ist ein niederländischer Arachnologe.

## Leben
Van Helsdingen begann nach dem Abitur am Städtischen Gymnasium in Apeldoorn im Jahr 1956 ein Biologiestudium an der Universität Leiden. Für die 1964 abgelegte Diplomprüfung wurden Themen aus der Tiersystematik (Faunistik der Spinnenfamilien Linyphiidae und Micryphantidae, heute Teil der Linyphiidae, in den Niederlanden), der Ethologie (Balzverhalten und Paarungsbiologie der Höhlenspinne Lepthyphantes leprosus (Ohlert)) und der Pflanzenanatomie (Ontogenese und Morphologie der Stomata bei der Landnelke (Dianthus caryophyllus)) behandelt.
Vom 1. Oktober 1960 bis zum 1. November 1961 war van Helsdingen als wissenschaftlicher Assistent am Rijksmuseum van Natuurlijke Historie tätig. Im Mai 1963 wurde er leitender Forscher in der Spinnentierabteilung, wo er sich mit der Taxonomie, Faunistik, Verhalten, Verbreitungsmustern von Spinnen sowie mit der Spinnenfauna des Mittelmeers im Besonderen befasste. Im April 1964 wurde er Kurator der entomologischen Abteilung, wo er die Sammlung der Zweiflügler betreute.
1969 wurde er mit er mit der  Dissertation A reclassification of the species of Linyphia Latreille based on the functioning of the genitalia (Araneida, Linyphiidae) zum Ph.D. an der Universität Leiden promoviert. 
Von 1975 bis 1987 war er Chefredakteur der Zeitschrift Tijdschrift voor Entomologie. 1982 war er stellvertretender Direktor des Rijksmuseum van Natuurlijke Historie. Von 1985 bis 1999 war er Kurator der Spinnentierabteilung, wo er internationale Forschungsprojekte betraute, für das Sammlungsmanagement verantwortlich war, die Spinnensammlung digital bearbeitete und das Fachjournal SPINED herausgab.
Im April 2019 wurde van Helsdingen zum Ritter des Ordens von Oranien-Nassau ernannt.

## Dedikationsnamen
Der englische Arachnologe George Hazelwood Locket beschrieb 1968 die Art Neriene helsdingeni. Die niederländische Arachnologin Christa L. Deeleman-Reinhold benannte 1978 die Baldachinspinnenart Troglohyphantes helsdingeni zu Ehren von van Helsdingen. Der russische Schriftsteller und Biologe Kirill Jurjewitsch Jeskow ehrte van Helsdingen 1984 im Artepitheton der Baldachinspinnenart Oreonetides helsdingeni. 2001 wurde die in China vorkommende Schwarzspinnenart Zelotes helsdingeni nach ihm benannt.